# Samoobrona powszechna
Samoobrona powszechna – termin z zakresu teorii wojskowości, określający oddolną formę obrony narodowej, polegającą na samorzutnym, trwałym lub doraźnym organizowaniu się ludności cywilnej w miejscu zamieszkania, dla przeciwstawienia się zagrożeniom życia, zdrowia, mienia i środowiska. Zagrożenia te mogą wynikać zarówno z działalności ludzkiej, jak i z przyczyn naturalnych.

## W Polsce
Obowiązek samoobrony powszechnej obejmuje każdego obywatela Rzeczypospolitej Polskiej. Szczegółowe uregulowania w tej materii znajdują się w Konstytucji Rzeczypospolitej Polskiej, w artykule 85 (Obowiązkiem obywatela polskiego jest obrona ojczyzny), oraz w Ustawie o obronie Ojczyzny z dnia 11 marca 2022 r. (Dz.U. z 2022 r. poz. 655).
Również państwo ma wobec obywateli szereg zobowiązań w zakresie promowania samoobrony powszechnej. Są one realizowane m.in. poprzez szkolenia z zakresu przysposobienia obronnego. Również organy administracji rządowej na wszystkich szczeblach (wójtowie, burmistrzowie, starości, wojewodowie, szefowie służb, w tym Obrony Cywilnej) zobowiązane są do prowadzenia działalności z zakresu planowania i prowadzenia samoobrony powszechnej.

## Przykłady historyczne
Historycznymi przykładami skutecznej samoobrony powszechnej jest chociażby powstanie i działanie polskiego państwa podziemnego po przegranej wojnie obronnej w 1939 r. W świetle zaniku struktur państwowych, to właśnie Polski ruch oporu w czasie II wojny światowej, będący przejawem samoobrony powszechnej, zadecydował o możności stanowienia długotrwałego oporu wobec wojsk okupujących Polskę do końca wojny.